# Rick J. Jordan
Rick J. Jordan, de son vrai nom Hendrik Stedler, né le 1er janvier 1968 à Hanovre, est un musicien allemand. Il est connu pour avoir été le sound designer, ingénieur du son et compositeur dans le groupe allemand Scooter. De la formation du groupe à début 2014, il est responsable de tous les sons de Scooter, ce qui comprend la batterie, synthétiseur, piano et des effets sonores.

## Biographie
Stedler apprend à jouer du piano à l'âge de cinq ans et une formation d'ingénieur du son. Il était responsable de tous les aspects de la conception sonore et la production d'éléments mélodiques. Il était aussi grandement responsable pour le mixage final des productions. Il vit à Hambourg.
Avant de fonder le groupe Scooter, Rick forme avec H.P. Baxxter le groupe Celebrate the Nun. En outre, il joue en tant que claviériste dans les groupes originaires de Hanovre, comme Laser, Megabyte, Die Matzingers et Never Delay.
Aux alentours de fin 2013-début 2014, Rick J. Jordan quitte Scooter après en avoir fait partie pendant 20 ans. Son dernier concert avec le groupe a eu lieu le 24 janvier 2014 à Hambourg,.

## Discographie
Voici la liste des productions en dehors de Scooter et Celebrate the Nun:
- 1985 – Die Matzingers – Neandertal (album)
- 1991 – S.A.X. – Marrakesh
- 1992 – La Toya – Let's Rock the House (J. Jordan Dub)
- 1993 – Fine Time Poets – Unicorn
- 1994 – Hysteria – The Flood
- 1994 – Community feat. Fonda Rae – Parade (The Loop! mix)
- 1994 – Clinique Team feat. The Hannover Posse – Summer of Love
- 1994 – Holly Johnson – Legendary Children (The Loop! mix)
- 1994 – Tony Di Bart – The Real Thing (The Loop! mix)
- 1994 – Ru Paul – Everybody Dance (The Loop! mix)
- 1994 – Adeva – Respect (The Loop! mix)
- 1994 – Tag Team – Here It Is, Bam! (The Loop! mix)
- 1994 – Crown of Creation – Real Life (album, production)
- 1995 – Kosmos feat. Mary K – Codo
- 1995 – Prince Ital Joe feat. Marky Mark – Babylon (The Loop! mix)
- 1995 – Nu Love – Can You Feel the Love Tonight
- 1995 – Chiron – I Show You (The Loop! mix)
- 1996 – Sunbeam – Arms of Heaven
- 1996 – Revil O – Little Little
- 1996 – Sunbeam – Dreams
- 1996 – DJ Hooligan – I Want You (The Loop! mix)
- 1998 – Clubtone – Put a Little Love in Your Heart (The Loop! mix)
- 1998 – D.O.N.S. feat. Technotronic – Pump up the Jam (The Loop! mix)
- 1999 – Chrome & Price – Sunrise (Loop D.C. Mix)
- 1999 – Die Matzingers – Anthology (édition limitée)
- 2008 – Sheffield Jumpers – Jump with Me

## Vie privée
Rick J. Jordan est marié à Nikk, avec qui il a une fille. Elle est un membre du groupe et l'ancienne chanteuse de Crown of Creation de Hanovre.